# Devil’s Candy

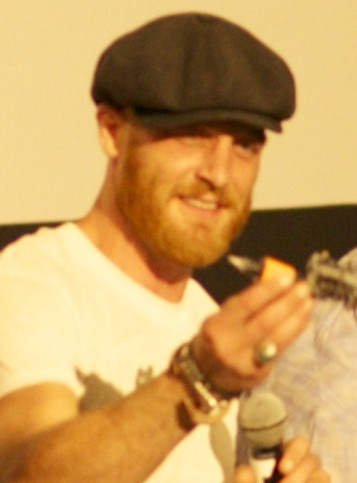
Ethan Embry spielt Jesse Hellman (Foto von 2013)

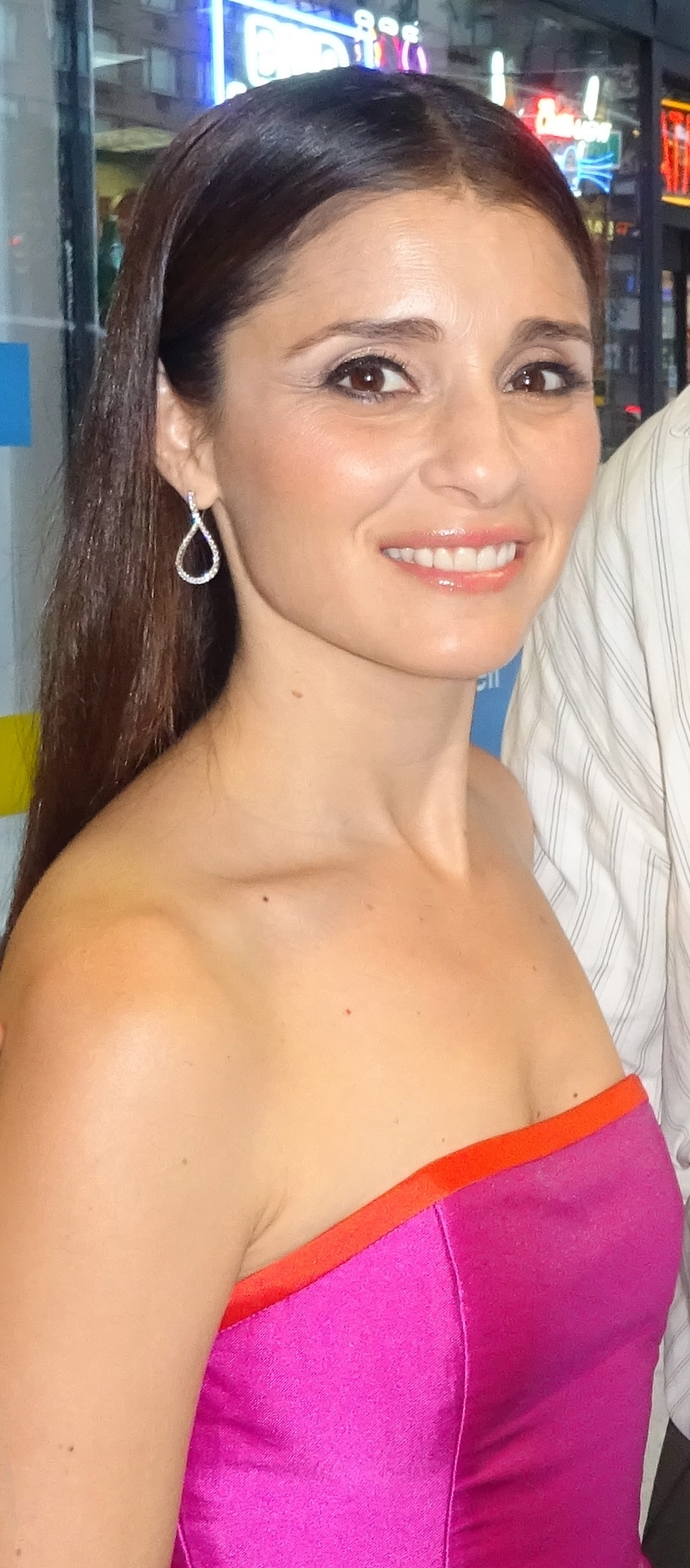
Shiri Appleby spielt Astrid Hellman (Foto von 2016)

Devil’s Candy (Originaltitel: The Devil’s Candy) ist ein US-amerikanischer Horrorfilm von Sean Byrne aus dem Jahr 2015. Der Film wurde am 13. Juli 2015 auf dem Toronto International Film Festival uraufgeführt.

## Handlung
In einem Farmhaus in Texas lebt Ray mit seinen Eltern. Ray hört Stimmen und versucht, diese mit seiner E-Gitarre zu übertönen. Als seine Mutter droht, ihn wieder in die Psychiatrie zu schicken, schlägt er mit der Gitarre auf sie ein, woraufhin sie die Treppe hinunterstürzt.
Wenig später ist Familie Hellmann am Kauf des abgelegenen Farmhauses interessiert. Der Makler teilt dem Ehepaar Jesse und Astrid mit, dass es in dem Haus zwei Todesfälle gegeben habe. Eine ältere Frau sei die Treppe hinabgestürzt, ihr später eintreffende Ehemann habe sich daraufhin das Leben genommen. Die Hellmanns lassen sich davon nicht abbringen und entscheiden sich für den Kauf des günstigen Hauses, auch wenn Tochter Zooey deswegen eine neue Schule besuchen muss. Familienvater Jesse, ein wenig erfolgreicher Künstler, richtet in der Garage sein neues Atelier ein. Hier hört er bald ähnliche Stimmen wie Ray und er malt dadurch inspiriert ein Bild, was einem Kunsthändler gefällt.
Ray wohnt mittlerweile in einem Motel, sieht sich Predigten über den Teufel an und wird wegen Lärmbelästigung mit seiner Gitarre von der Polizei ermahnt. Eines Abends besucht Ray sein früheres Zuhause, unterhält sich mit Zooey und weckt ihr Interesse an seiner Gitarre. Jesse ist darüber erbost und schickt ihn mit den Worten fort, dies sei nicht mehr sein Zuhause. Wenig später ermordet Ray ein Kind, das er im Motelbad zerstückelt. Er packt die Teile in einen Koffer und vergräbt diese an einem Ort, an dem schon andere Koffer vergraben liegen.
Jesse verändert nach und nach ein angefangenes Wandbild mit Schmetterlingen, auf dem dann Kindergesichter zu sehen sind und später eine diese verschlingende dunkle Kreatur. Auch Tochter Zooey befindet sich unter den Gesichtern. Jesse selbst hat keine Erinnerung daran, wie er diese Sachen gemalt hat. Er hat das Gefühl, die Gesichter schreien ihn an, um herausgelassen zu werden.
Als sich Ray eines Nachts in Zooeys Schlafzimmer schleicht, können die Hellmanns ihn vertreiben und die Polizei rufen. Doch schon am nächsten Tag entführt Ray Zooey aus der Schule, da Jesse wegen eines Treffens mit dem Kunsthändler und einer Autopanne zu spät eintrifft. In letzter Sekunde kann Zooey aus Rays Motelzimmer fliehen, um zur Polizei zu rennen. Hier erfahren sie von Rays Vergangenheit, dass er sich als Diener des Teufels sah und die Kinder als Opfer brachte. Die Hellmanns sollen nun in ein Zeugenschutzprogramm.
Ray gelingt es, die vor dem Haus postierten Polizisten zu töten, und schießt auf Jesse und Astrid. Er zerrt Zooey in sein Kinderzimmer und zündet dieses an. Jesse schafft es, ins Kinderzimmer zu gelangen und Ray mit seiner Gitarre zu erschlagen. Er bringt Zooey in Sicherheit nach draußen. Jesse zieht es zu der Stelle, wo die Kinder vergraben sind, und gräbt diese aus.

## Synchronisation
Die deutsche Synchronisation übernahm die EuroSync GmbH. Das Dialogbuch schrieb Wanja Gerick, sie führte auch die Dialogregie.
| Rolle                   | Darsteller          | Synchronsprecher     |
| ----------------------- | ------------------- | -------------------- |
| Astrid Hellman          | Shiri Appleby       | Marie Bierstedt      |
| Hilfssheriff Hernandez  | Oryan Landa         | Wanja Gerick         |
| Hilfssheriff Winnie     | Mylinda Royer       | Juana von Jascheroff |
| Immobilienmakler        | Craig Nigh          | Peter Sura           |
| Jesse Hellman           | Ethan Embry         | Dennis Schmidt-Foß   |
| Leonard                 | Tony Amendola       | Jan Spitzer          |
| Mara                    | Jamie Tisdale       | Nora Kunzendorf      |
| Fernsehprediger         | Leland Orser        | Frank Röth           |
| Ray Smilie              | Pruitt Taylor Vince | Lutz Schnell         |
| Sgt. Investigator Davis | Marco Perella       | Thomas Kästner       |
| Zooey Hellman           | Kiara Glasco        | Léa Mariage          |

## Produktion
Der Film wurde in Texas gedreht. Die Produktion der visuellen Effekte erfolgten in Estland.

## Rezeption

### Kritiken
Das Lexikon des internationalen Films gibt dem Film insgesamt 3 von 5 Sternen. Devil’s Candy sei „[e]in „Haunted House“-Horrorfilm mit unspektakulärer Grundkonstellation, der sich durch furios gestaltete Bilderwelten, aber auch den charismatischen Nebendarsteller Pruitt Taylor Vince in der Rolle des einstigen Mieters vom Gros des Genres abhebt“.
Die Redaktion der TV Spielfilm gibt dem Film einen Daumen nach oben und schreibt, der Film sei ein „[k]leiner, straighter Satansschocker, der am Schluss noch ordentlich aufdreht!“. Das Fazit lautet: „Sauber gemacht, mit Tendenz ins Surreale“.

### Auszeichnungen
Der Film erhielt beim Gérardmer Film Festival 2016 den Preis für den Besten Soundtrack und er wurde bei den Rondo Hatton Classic Horror Awards 2017 als Bester Independentfilm ausgezeichnet.